# تلفيف مجاور للحصين
التَّلْفيفُ المُجَأوِرُ للحُصَين هو منطقة من المادة الرمادية في الدماغ تحيط بالحصين وتشكل جزء من الجهاز الحوفي. يؤدي دوراً هاماً في ترميز الذاكرة واسترجاعها. وهو متهم في بعض حالات تصلب الحصين.
لوحظ غياب التناظر في هذا التلفيف في مرض الفصام.

## التركيب
يشمل الجزء الأمامي من التلفيف القشرة المحيطة بالأنف "Perirhinal cortex" والقشرة الشمية الداخلية " Entorhinal cortex"
مصطلح «التلفيف المجاور للحصين» يستخدم ليشير للمنطقة التي تشمل كلا من التلفيف المجاور للحصين الخلفي والجزء الإنسي من التلفيف المغزلي.

## الوظيفة

### التعرف على المشهد
المنطقة المكانية المجاورة للحصين " parahippocampal place area " PPA هي منطقة فرعية من القشرة المجاورة للحصين تقع في الجانب الإنسي من القشرة الصدغية القذالية السفلية. تلعب PPA دوراً هاماً في تشفير والتعرف على المشاهد البيئية (بدلاً من الوجوه). الدراسات التي أجريت باستخدام التصوير بالرنين المغناطيسي الوظيفي fMRI تدل على أن هذه المنطقة تصبح نشطة للغاية عندما يشاهد الإنسان مشاهد طبوغرافية مثل المناظر الطبيعية، مناظر المدينة، أو الغرف «أي صور الأماكن».
وُصفت المنطقة لأول مرة من قبل راسل ابشتاين (حالياً في جامعة بنسلفانيا) ونانسي Kanwisher (حالياً في معهد ماساتشوستس للتكنولوجيا) في عام 1998، انظر أيضا تقارير أخرى مماثلة من جانب جيفري أغيري وألوميت إيشاي.
تلف هذه المنطقة نتيجة (مثلا: جلطة) يؤدي لمتلازمة حيث لا يستطيع الشخص التعرف على المناظر بصرياً في حين أنه يتسطيع التعرف على الأفراد والأثاث...إلخ الموجودين في المشهد. تعتبر المنطقة المكانية المجاورة للحصين PPA مكملة لمنطقة الوجه المغزلية FFA.

### السياق الاجتماعي
اقترحت الأبحاث الإضافية أن التلفيف المجاور للحصين الأيمن -على وجه الخصوص- لديه وظائف خارج سياق الخلفية البصرية. والتجارب التي قامت بها مجموعة بقيادة كاثرين رانكين ومقرها كاليفورنيا توصلت إلى أن هذا الفص يلعب دوراً حاسماً في تحديد السياق الاجتماعي أيضاً، بما في ذلك عناصر اللغة المحاذية.

## صور إضافية

Animation.التلفيف المجاور للحصين باللون الأحمر.
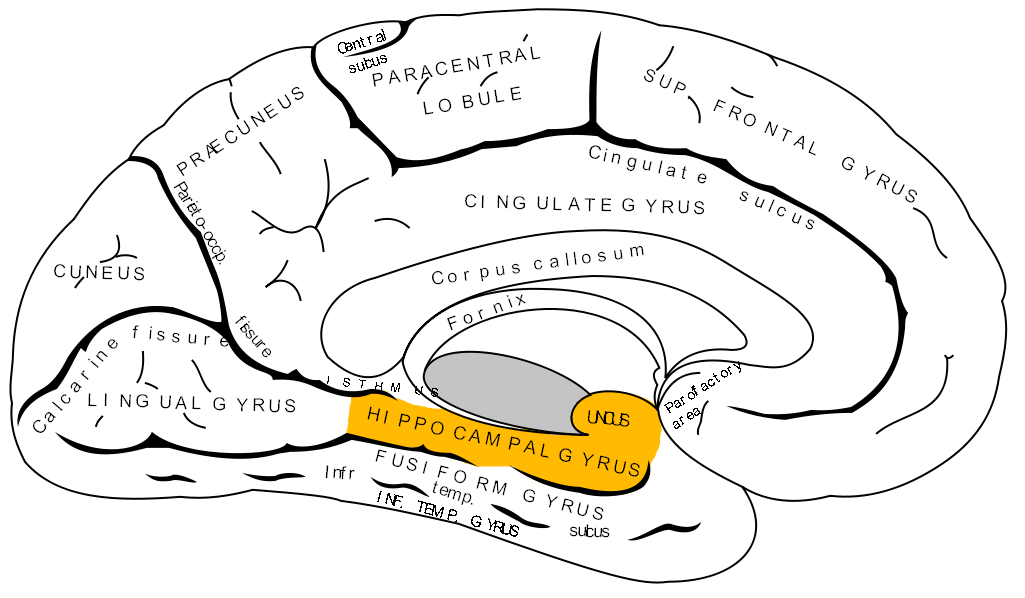
السطح الإنسي لنصف الكرة المخي الأيسر، التلفيف المجاور للحصين موضح باللون البرتقالي.
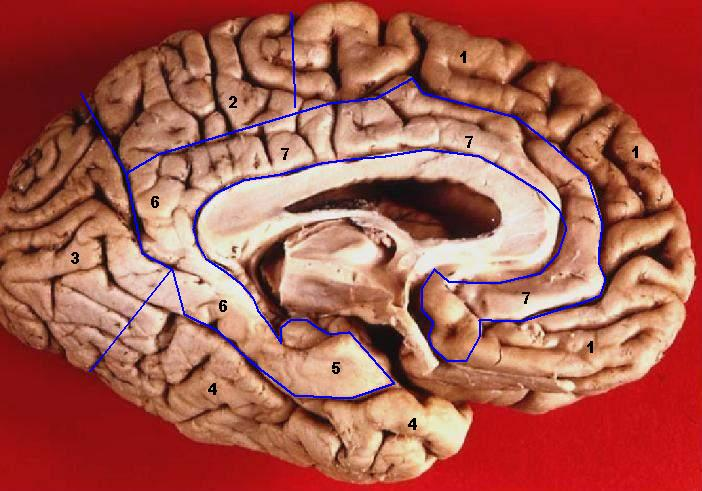
التلفيف المجاور للحصين مشار إليه بالرقم #5.
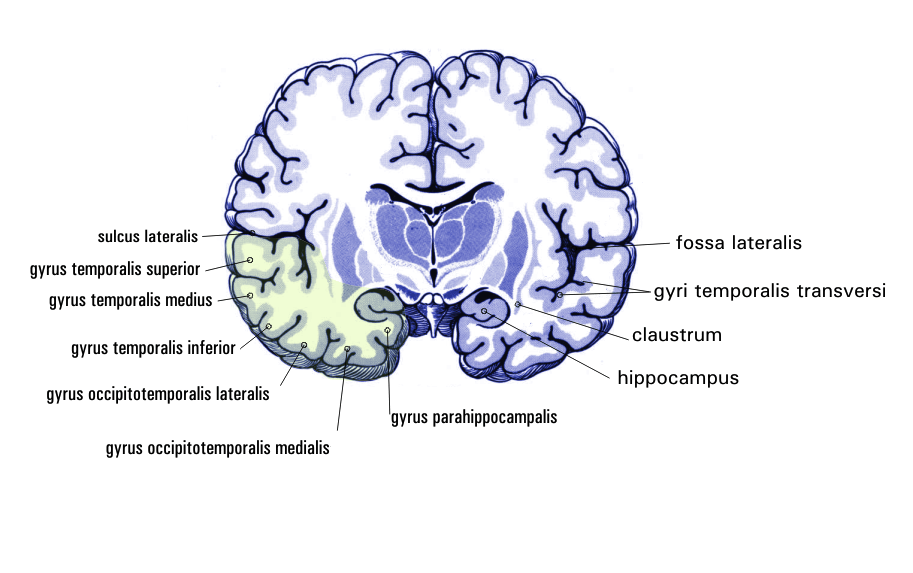
مقطع جبهي. التلفيف المجاور للحصين مشار إليه في منتصف الأسفل.
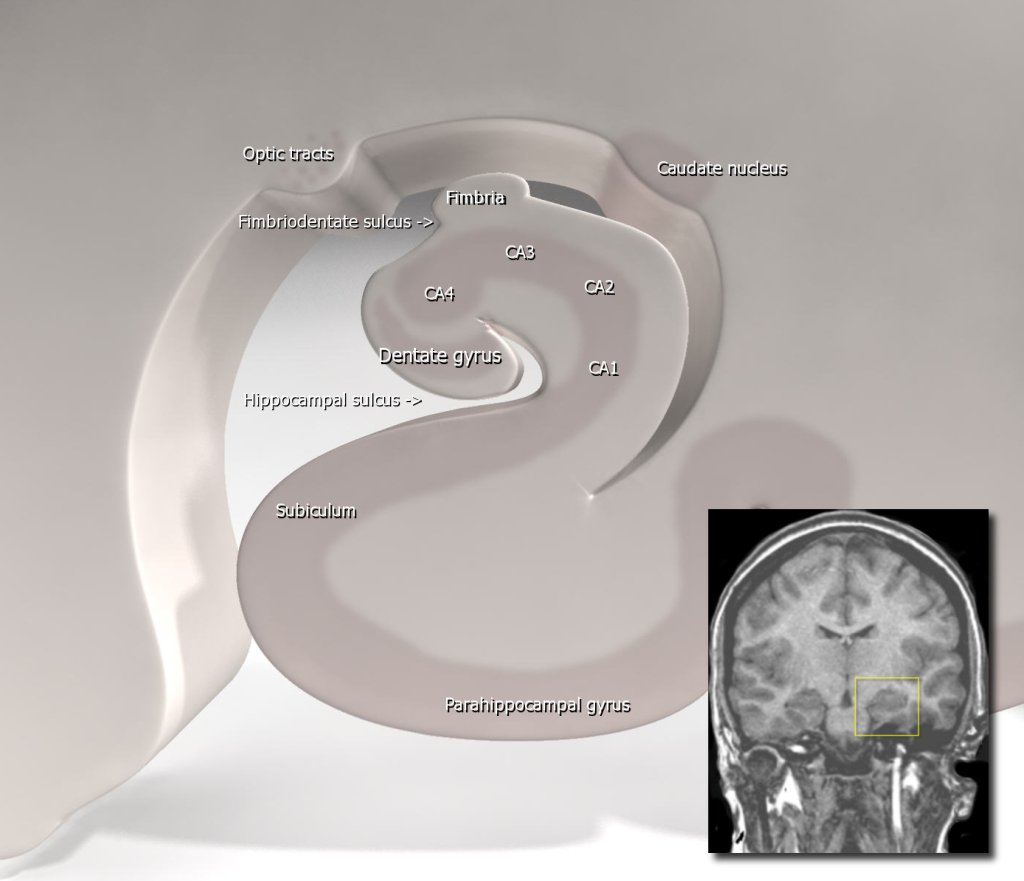
مقطع جبهي في الحصين،التلفيف المجاور للحصين مشار إليه في الأسفل.
منظر قاعدي للدماغ البشري.
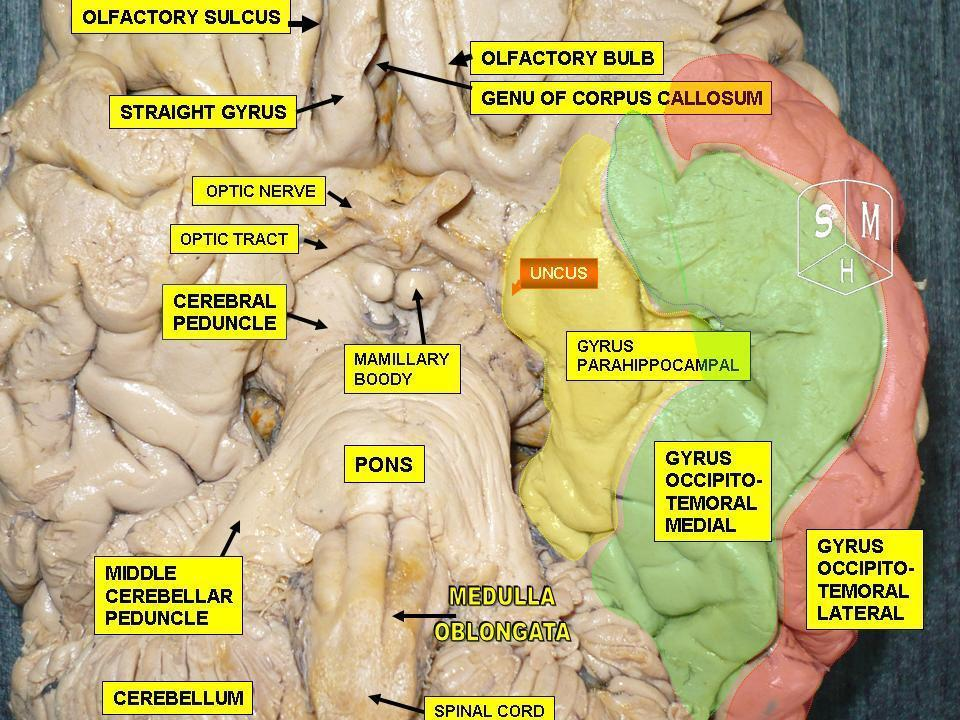
منظر قاعدي للدماغ البشري، التلفيف المجاور للحصين موضخ باللون الأصفر.
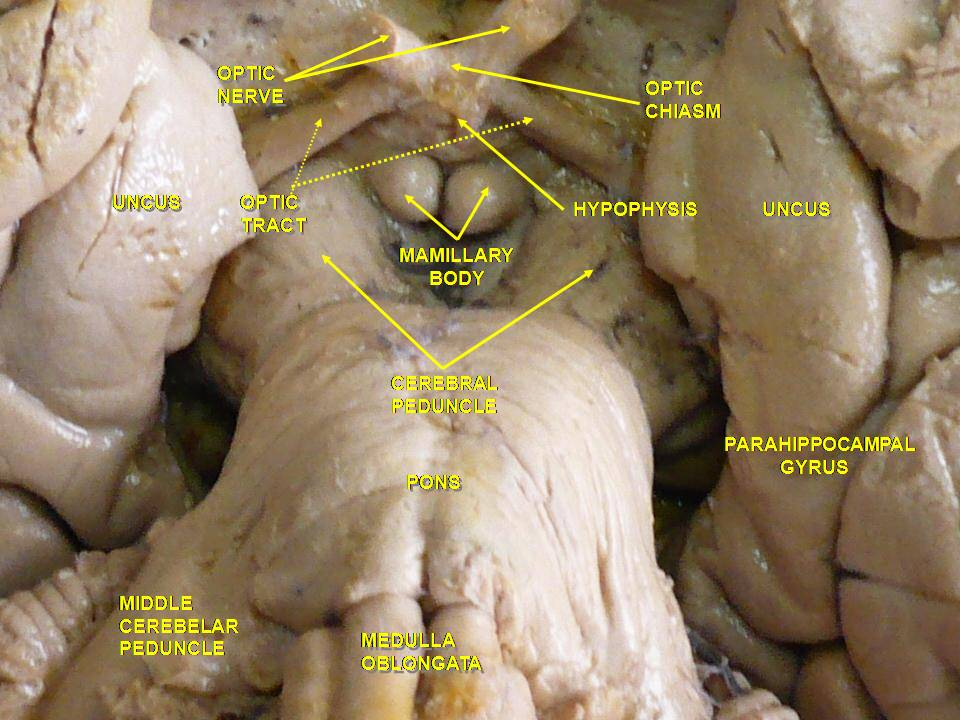
منظر تقريبي للتلفيف المجاور للحصين.